# Кокадой
Кокадой (рос. Кокадой) — село у Ітум-Калінському районі Чечні Російської Федерації.
Населення становить 525 осіб (2019). Входить до складу муніципального утворення Кокадойське сільське поселення.

## Історія
Згідно із законом від 14 липня 2008 року органом місцевого самоврядування є Кокадойське сільське поселення.

## Населення
| 2002 | 2010 | 2012 | 2013 | 2014 | 2015 | 2016 |
| ---- | ---- | ---- | ---- | ---- | ---- | ---- |
| 321  | ↗420 | ↗431 | ↗433 | ↗447 | ↗465 | ↗481 |
| 2017 | 2018 | 2019 |      |      |      |      |
| ↗506 | ↗513 | ↗525 |      |      |      |      |